# Citroën ID
La Citroën ID, autovettura Citroën prodotta con diverse denominazioni tra il 1957 e il 1975, non è altro che una versione economica della Citroën DS.

## Storia

### Debutto
A seguito della presentazione della Citroen DS, molte persone lamentarono un prezzo di listino troppo alto. Per questo motivo, il 6 ottobre 1956, al Salone dell'automobile di Parigi venne presentato il prototipo della primissima ID (dal francese idée = idea) ossia una DS rivista in chiave più economica e semplificata. Nel corso degli ultimi mesi dell'anno vennero apportate le ultime migliorie per arrivare alla versione definitiva prima dell'avvio della produzione vera e propria. Tale produzione fu avviata ufficialmente nel marzo 1957, parallelamente alla DS.

### UnaDSsemplificata
Esternamente, la ID differiva dalla DS solo per alcuni particolari: cornici dei fari verniciate anziché cromate, idem per le cerniere dello sportello del bagagliaio, coprimozzi cromati anziché dei veri copricerchi integrali, alloggiamenti per gli indicatori di posizione verniciati di color nero anziché cromati, terminale di scarico sul lato sinistro anziché in posizione centrale, tetto in vetroresina non verniciata e montanti centrali e posteriori in tinta con il tetto. Inoltre, la ID venne prevista inizialmente in tre sole tinte di carrozzeria, e cioè nero, celeste e turchese. La semplificazione proseguiva anche nell'abitacolo, dove i rivestimenti erano più economici (anche se a pagamento era possibile ottenere quelli della DS) ed il quadro strumenti era ridisegnato assieme alla disposizione dei comandi. Inoltre, gli schienali non erano regolabili ed erano stati eliminati il dispositivo lavavetro ed il bracciolo centrale sul divano posteriore, mentre l'impianto di riscaldamento era più economico e l'interno del bagagliaio era privo di rivestimenti. Meccanicamente, le differenze con la DS stavano innanzitutto nel propulsore, basato su quello della "sorella" più ricca e sempre da 1911 cm³, ma con una testata meno prestante, un minor rapporto di compressione con una potenza massima scesa da 75 a 66 CV. Di fatto, si trattava di un motore più simile a quello originario montato sulle Traction Avant di pari cilindrata. Ma le differenze tecniche non si limitavano a questo: anche l'impianto di alimentazione era più semplificato, così come l'accensione a bobina singola. Inoltre, la ID 19 (questo il suo nome per esteso, che rivelava anche la cilindrata del suo motore) era anche sprovvista di servosterzo e di servofreno: per questo motivo, allo scopo di limitare gli sforzi da parte del conducente, la scatola sterzo venne maggiormente demoltiplicata, mentre l'azionamento del freno di servizio venne affidata ad un pedale convenzionale in luogo del pulsante sul pavimento. Anche la trasmissione era di tipo tradizionale: al posto del cambio semiautomatico era quindi presente un cambio manuale a 4 marce. Rimasero invariate però le famose sospensioni idropneumatiche, sebbene il circuito idraulico fosse stato semplificato, visto che non doveva più andare ad azionare anche sterzo, freni, cambio e frizione, ma solo il sofisticato gruppo sospensioni.

### Evoluzione

#### I primissimi anni e l'espansione della gamma

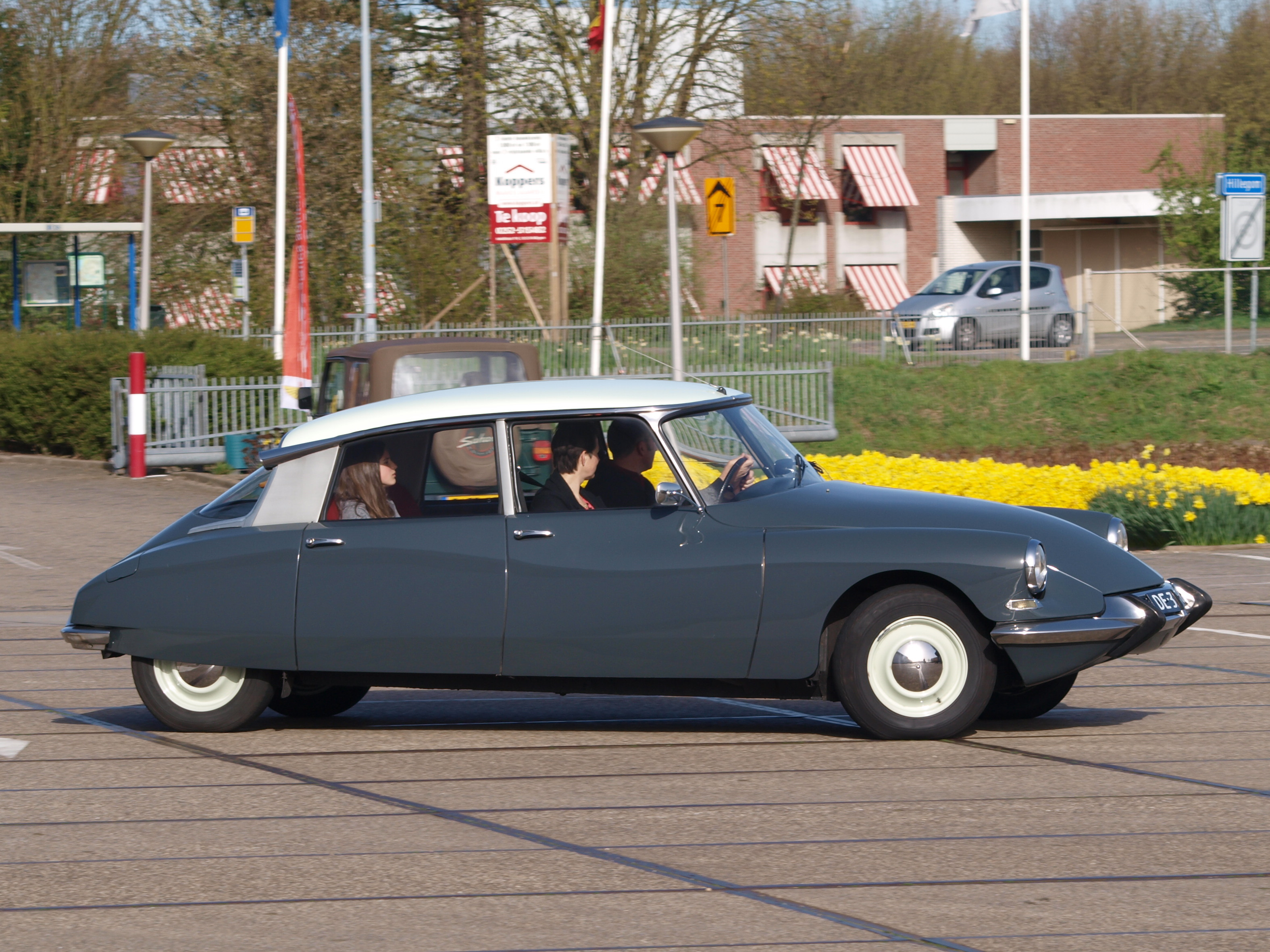
Vista laterale di una ID 19

Al suo debutto, la ID 19 venne proposta in due livelli di allestimento: Luxe e Confort: quest'ultimo allestimento, più completo, fu introdotto in realtà due mesi dopo l'avvio della produzione, contestualmente alle prime consegne, e comprendeva nella dotazione anche l'orologio e le bocchette di aerazione posteriori (assenti nella Luxe). Purtroppo, nonostante la dotazione fosse notevolmente ridotta, il prezzo inizialmente fissato in 925.000 franchi (967.000 per la Confort) risultò comunque troppo caro. Per questo, nell'autunno del 1957 venne presentata la ID 19 nell'ancor più spoglio allestimento Normale, più semplificato ancora rispetto alla già spartana Luxe e con motore ulteriormente depotenziato, da 66 a 62 CV. La ID 19 Normale era caratterizzata dalla presenza di una sola aletta parasole e dei finestrini posteriori fissi, dai sedili fissi in tessuto blu e dall'assenza del posacenere. Tale versione arrivò nei listini a partire dal gennaio 1958 con un prezzo di 894.000 franchi. Nei mesi a seguire, la ID beneficiò di alcuni aggiornamenti di dettaglio. Tali aggiornamenti andarono in alcuni casi di pari passo con l'evoluzione della gamma della più ricca DS. Fu il caso, ad esempio, del lavavetri a doppio getto, che nei primi mesi del 1958 divenne di serie sulle DS, ma anche sulla ID 19 Confort, la più accessoriata delle tre ID in quel momento in listino. Tutte con carrozzeria berlina, anche se di lì a non molto la gamma si sarebbe arricchita con nuove varianti di carrozzeria. Nell'ottobre del 1958, infatti, il Salone di Parigi fece da cornice per l'esposizione di due prototipi con carrozzeria giardinetta denominati ID 19 Break e realizzati sulla base della versione Luxe; la versione cabriolet, invece, venne introdotta tre anni dopo.

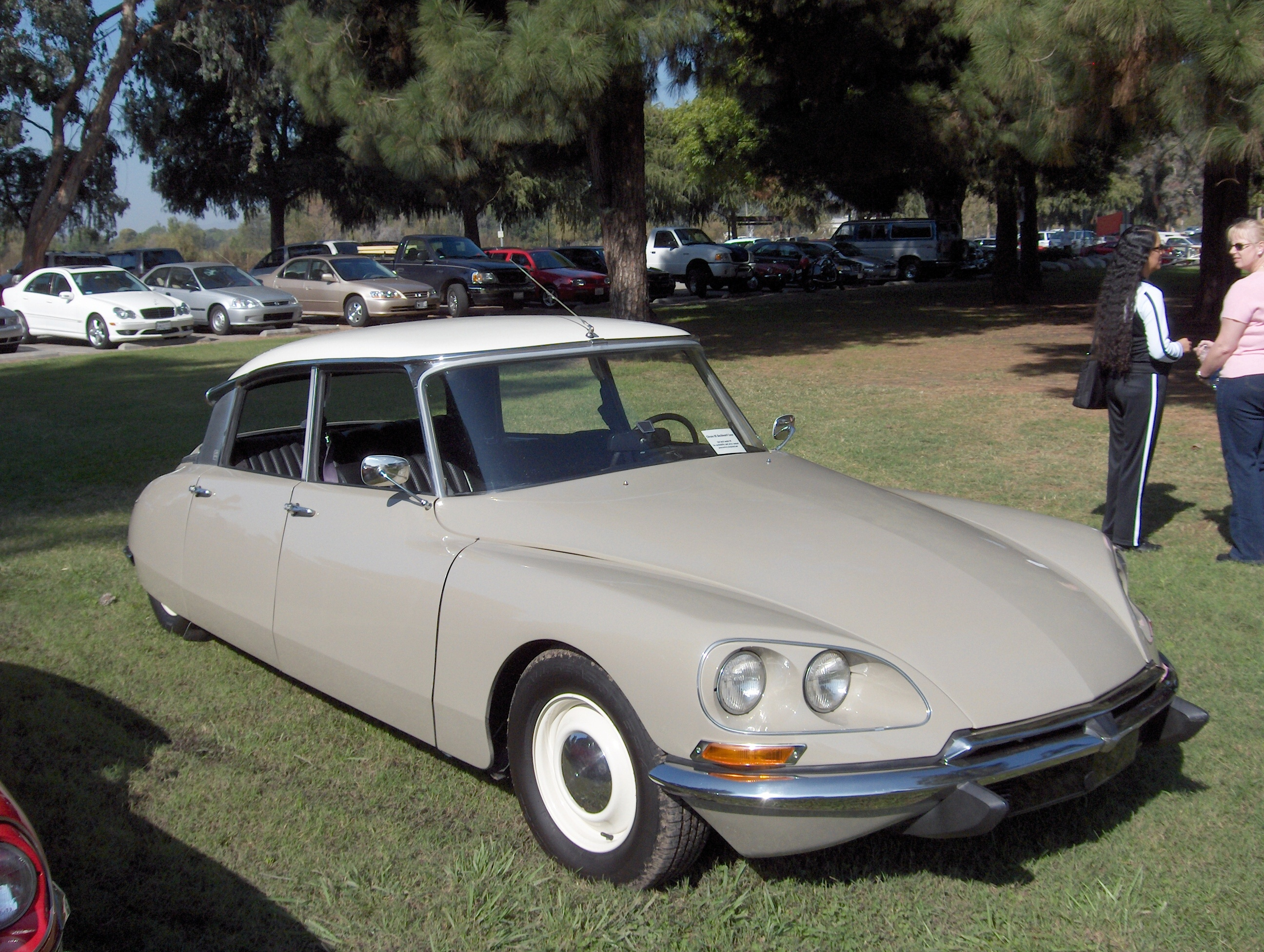
Una rara ID 19 del 1969 con i fari gemellati non carenati per il mercato nordamericano

#### LaIDcon carrozzeria giardinetta

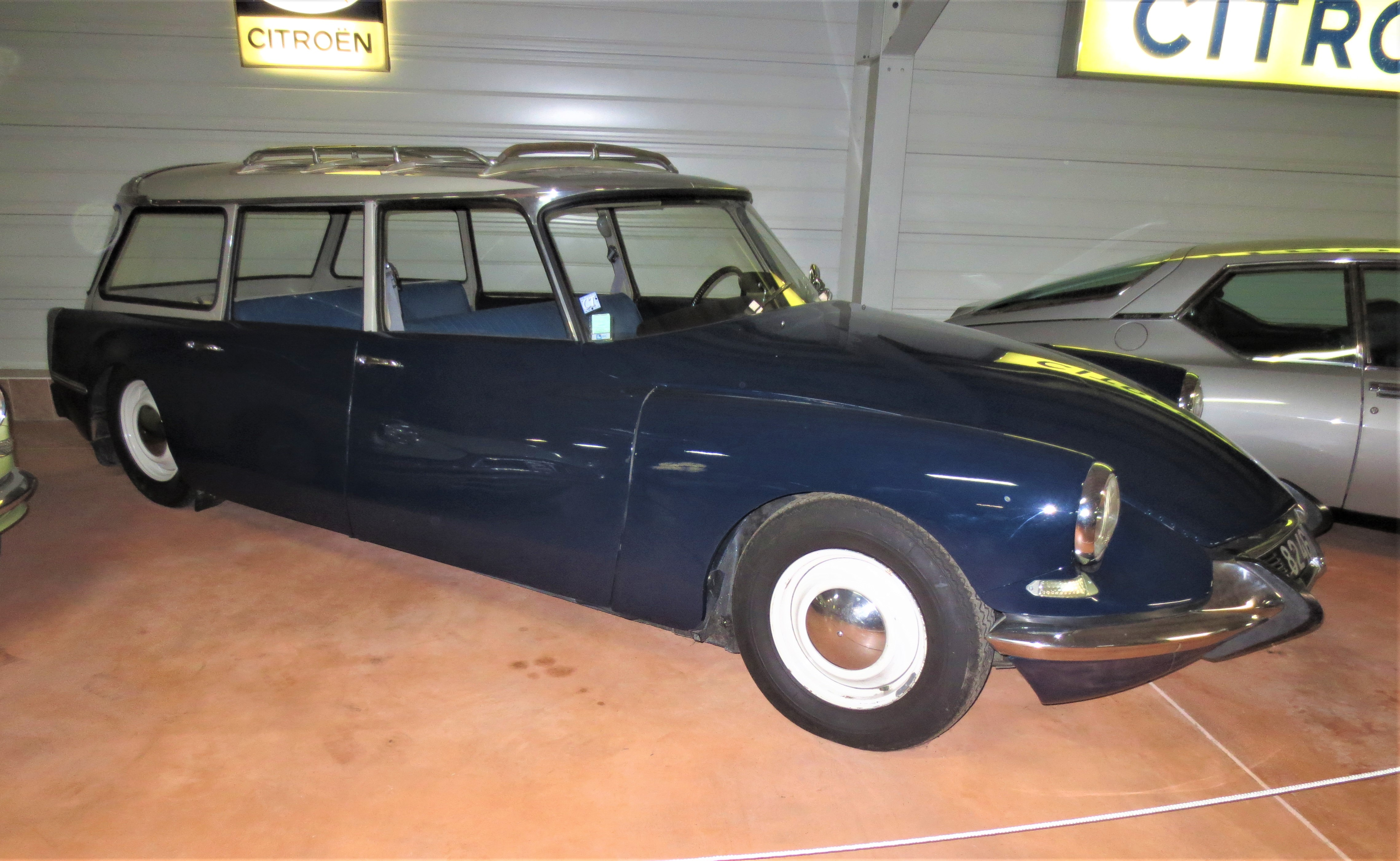
Una ID 19 Break

Ad una possibile variante giardinetta aveva già pensato lo stesso Flaminio Bertoni in fase di progetto, quando la necessità di introdurre una ID nel listino della Casa del "double chevron" non era stata ancora prevista. Ma date le caratteristiche della berlina, sicuramente più elegante e stupefacente rispetto ad una possibile versione familiare, i vertici Citroën decisero di accantonare tale idea, timorosi di inquinare l'immagine della DS stessa a causa di un tipo di vettura, la giardinetta appunto, che in quegli anni era ancora vista come un mezzo poco elegante e più adatto ad un utilizzo come mezzo da fatica, grezzo e goffo nelle linee. L'idea di una carrozzeria familiare venne invece rispolverata da un carrozziere francese di nome Franchiset, grazie al quale la Citroën tornò a riconsiderare la possibilità di realizzare una giardinetta su base ID, in modo tale da non intaccare troppo l'immagine della più ricca DS. Come già accennato, i primi due prototipi della Break su base ID 19 vennero esposti a Parigi nell'ottobre del 1958 e vennero anche raccolti i primi ordini per queste versioni, sebbene la Casa madre avesse dichiarato che le prime consegne non si sarebbero avute che nel giro di un anno ancora, quando sarebbe stata avviata la produzione degli esemplari definitivi, alcuni dei quali avrebbero trovato la loro piena consacrazione alla successiva edizione del Salone di Parigi.
Va chiarito sùbito un aspetto: le versioni Break erano tutte basate sulla ID, anche se troppo spesso capita di leggere o di sentir parlare di DS Break anche presso siti specializzati. Parte di questa confusione è dovuta al fatto che per via delle sue caratteristiche, la ID Break dovette essere equipaggiata con accessori, come il servofreno, tipici delle più ricche DS, ma anche al fatto che nel corso della sua lunga carriera commerciale, la ID Break avrebbe via via adottato motorizzazioni sempre più potenti, riservate fino a quel momento alle DS, anche se alcune caratteristiche, come il cambio manuale, rimasero quasi sempre inalterate, se si eccettua una manciata di esemplari equipaggiati addirittura con il gruppo motopropulsore (motore e cambio) della DS 23 i.e.. A togliere ogni dubbio sono i dati relativi alla produzione della ID e della DS, che non comprendono alcuna versione denominata DS Break. Le giardinette sono infatti denominate tutte ID Break, o al massimo Break negli ultimi anni di carriera commerciale.

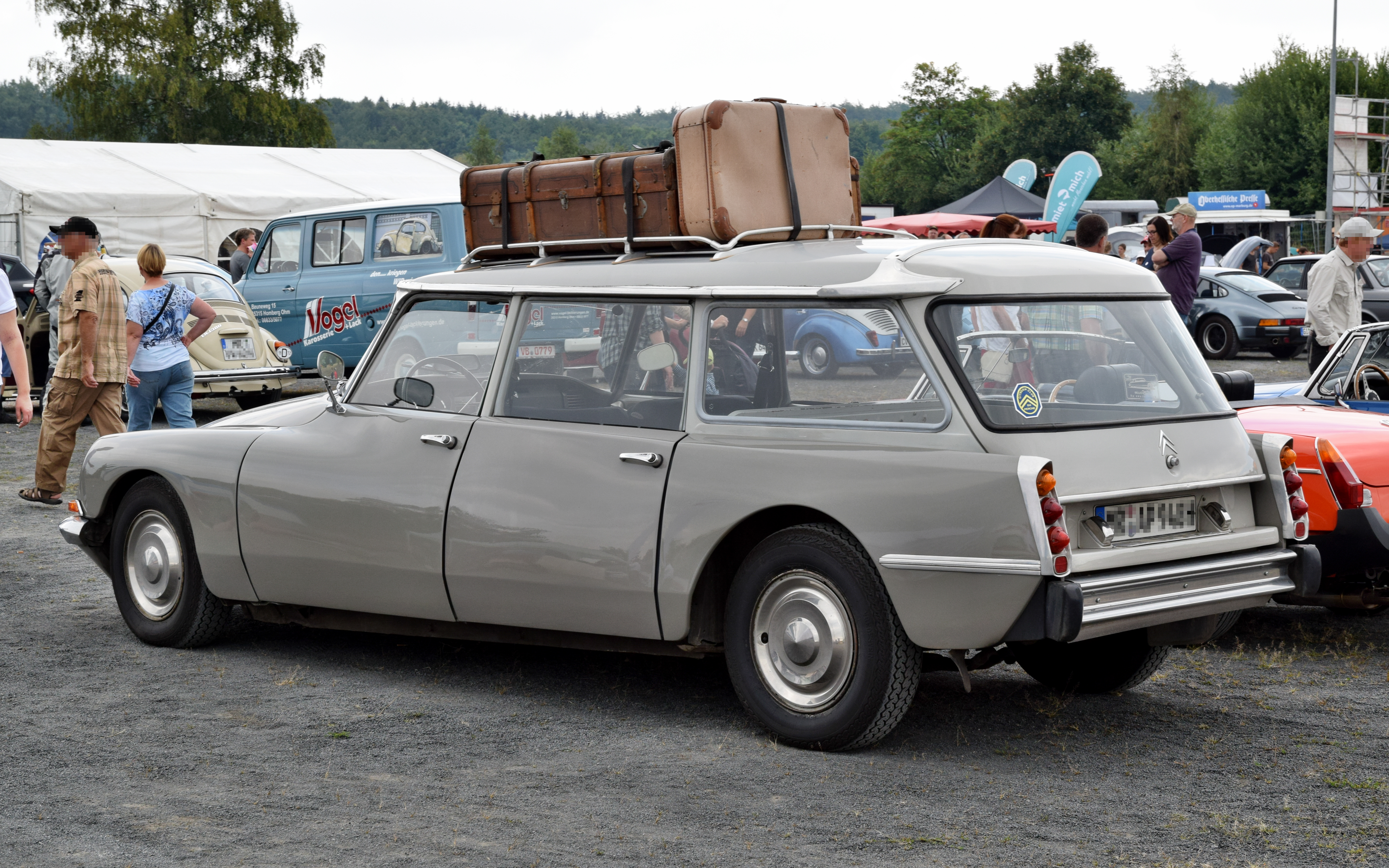
Vista posteriore di una ID Break

Esteticamente, la ID Break era quasi identica alla berlina fino alla sommità del parabrezza: per il resto fu completamente inedita, compreso il tetto, più lungo e dotato di portapacchi. L'andamento più lineare del padiglione dettò anche la necessità di risagomare le superfici vetrate, sia quelle laterali che il lunotto, quest'ultimo caratterizzato fra l'altro da una forma avvolgente che in piccola parte sconfina anche sulla fiancata per migliorare la visibilità posteriore. Inoltre, a proposito di vetri laterali, nella ID Break essi divennero tre per lato anziché due, dei quali quello posteriore era particolarmente esteso. Altra caratteristica delle ID Break furono i passaruota posteriori privi delle tipiche carenature di casa Citroën. La coda, molto più voluminosa che non nella berlina, era caratterizzata da nuovi gruppi ottici a due file verticali di luci tondeggianti disposte su alloggiamenti a forma di pinna, un vezzo modaiolo che faceva il verso alle "woodies" americane, citate come esempio dallo stesso carrozziere Franchiset per convincere i vertici Citroën a produrre la Break. L'accesso al vano bagagli era possibile mediante l'ampio portellone e veniva facilitato dalla pratica sponda abbattibile che riduceva sensibilmente l'altezza della soglia di carico. La vettura era prevista con tre file di sedili per otto posti, tre davanti, tre nella fila centrale e due strapuntini con seduta laterale l'uno rivolto verso l'altro. Il livello di abitabilità era ottimo e in caso di carichi particolarmente voluminosi o ingombranti, gli strapuntini erano facilmente eliminabili, così come anche la fila di sedili centrale, in modo tale da ottenere un ampio vano di carico di ben 2,11 metri di lunghezza per 1,22 metri all'altezza delle portiere posteriori. Essendo anche di forma regolare e perfettamente piatto, tale vano di carico era molto ben sfruttabile e consentiva una capacità di carico da record. Capacità del bagagliaio e abitabilità interna: nessun'altra vettura europea in configurazione giardinetta era in grado di dare tanto da quei due punti di vista. Tale primato venne mantenuto tra l'altro anche nei due modelli che avrebbero sostituito la ID Break, ossia la CX Break e la XM Break, che furono anch'esse da primato per abitabilità e capacità di carico. La rivisitazione della zona posteriore comportò un aumento di ben 22 cm della lunghezza del corpo vettura, al punto da riuscire a sfiorare i 5 metri di lunghezza totali da un paraurti all'altro, per un peso a vuoto superiore alla berlina di circa 50 kg.

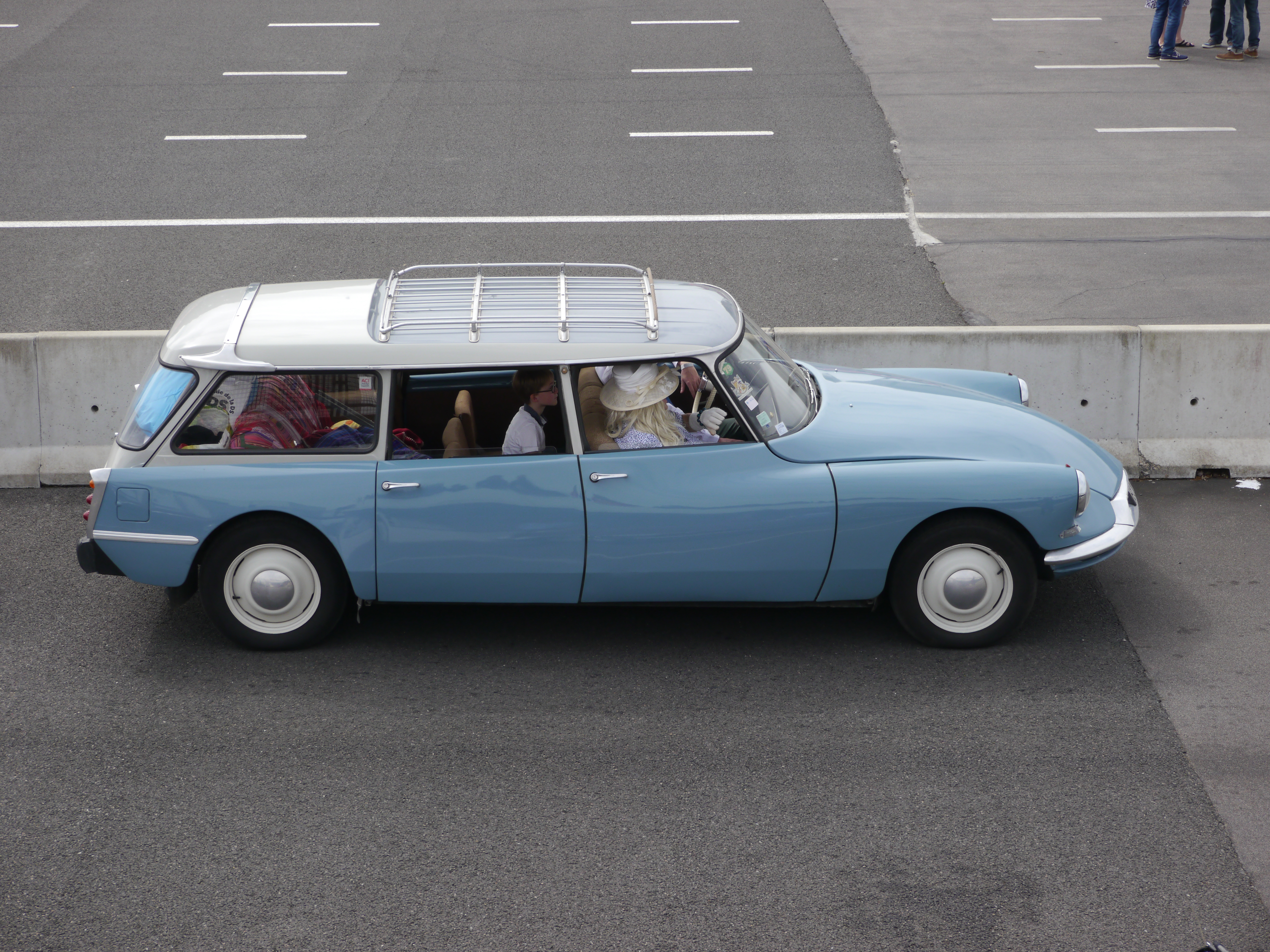
Vista laterale di una ID Break

Quanto detto valeva per la ID 19 Break, ma fin dalla presentazione dei prototipi, la versione giardinetta fu prevista anche in altre tre configurazioni:
- Familiale, differente dalla Break per il divano centrale fisso;
- Commerciale, sprovvista di strapuntini posteriori ed anzi, dotata di un doppio fondo nella parte posteriore del bagagliaio che aumenta la superficie utile di stivaggio da 2,3 a 2,5 m2;
- Ambulance, versione prevista direttamente dalla Casa madre anche se era possibile far allestire una versione ambulanza anche presso altri carrozzieri. La versione Ambulance era caratterizzata dal fatto di avere i due sedili anteriori separati e il divano posteriore frazionabile asimmetricamente. Presenti anche i due strapuntini posteriori, comunque rimovibili.

Tecnicamente, queste versioni erano quasi del tutto analoghe alla berlina, salvo alcune modifiche rese necessarie dalla particolare configurazione di carrozzeria. Per esempio, il già citato servofreno fu necessario per poter eventualmente frenare in maniera più efficace in caso di vettura a pieno carico, specialmente se oltre all'ampio bagagliaio si sfruttava anche il portapacchi sul tetto. Inoltre, sempre in tema di impianto frenante, vennero adottati freni posteriori più potenti. Inoltre, il telaio venne rinforzato, come anche i bracci delle sospensioni, e venne aumentata la pressione delle sfere posteriori del sistema idropneumatico.

#### Le ID Cabriolet

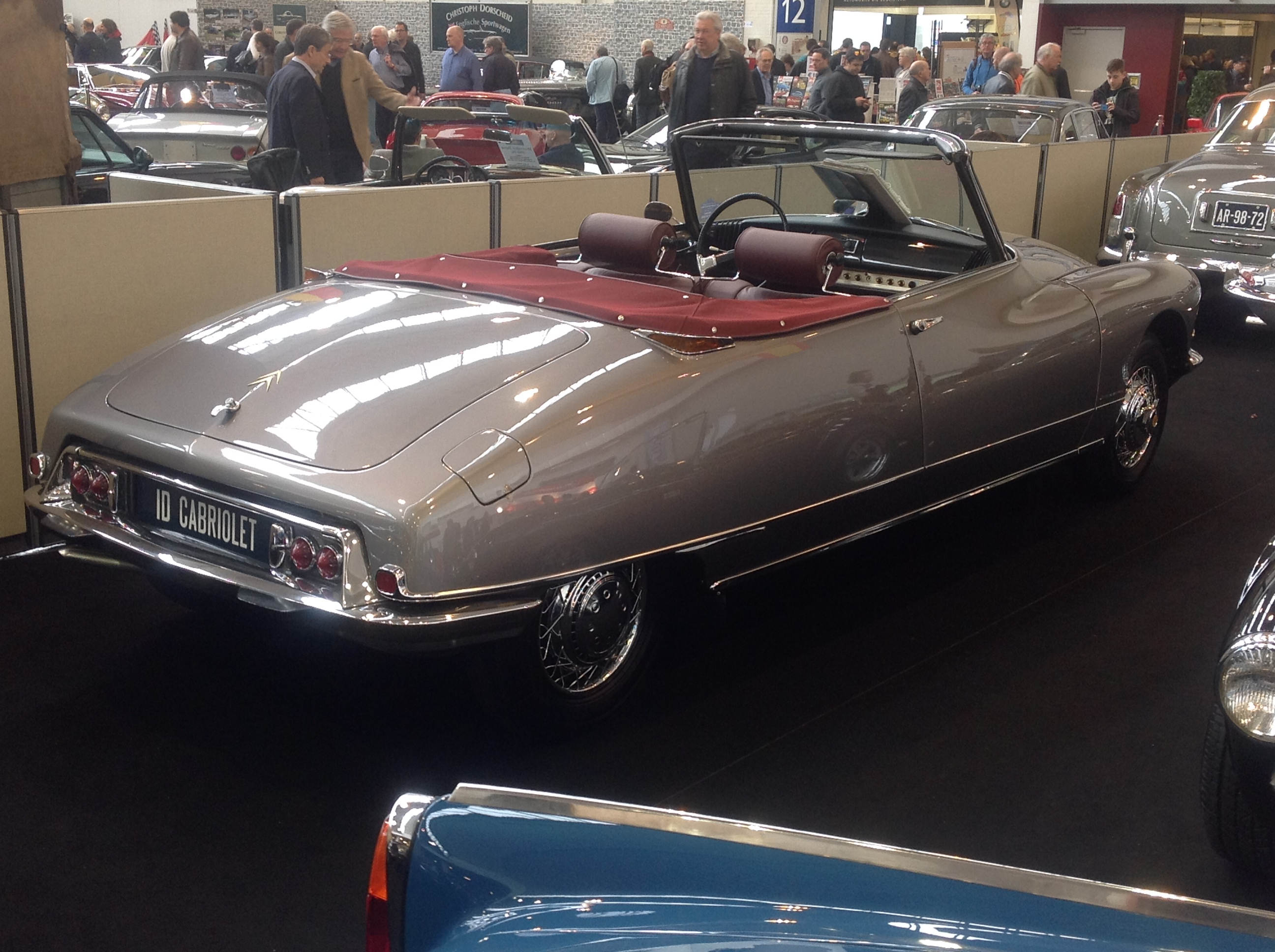
Una ID Cabriolet

La ID Cabriolet venne immessa nel mercato nel luglio 1961, vale a dire cinque mesi dopo la corrispondente cabriolet su base DS. Il motore era lo stesso delle ID 19 Confort e Luxe, cioè con cilindrata di 1911 cm³ e potenza massima di 66 CV. Le caratteristiche strutturali erano le stesse della DS Cabriolet, cambiavano solo gli allestimenti, più semplificati nella ID. Scopo di questa novità fu quello di proporre l'affascinante cabriolet di casa Citroën ad un prezzo più contenuto. La breve carriera commerciale della ID 19 Cabriolet si articolò in due fasi: durante la prima, la vettura venne equipaggiata con il motore delle ID 19 Luxe e Confort, ossia con l'unità da 66 CV, mentre a partire dal maggio del 1962 venne montato il motore della contemporanea DS 19, sempre da 1,9 litri ma con potenza massima di 83 CV. In realtà, la ID Cabriolet rimase molto nell'ombra e i risultati commerciali furono molto inferiori alle aspettative, basti pensare che si vendette solo una ID Cabriolet su dodici: le altre undici erano DS Cabriolet. In totale ne furono prodotte e commercializzate solo 112 dal luglio 1961 all'agosto 1965, considerando anche un primo prototipo risalente al 1960.

#### I primi anni '60 e la carriera dellaID"monofaro"
Il nuovo decennio si aprì quindi con la ID Break già in listino e la cabriolet che avrebbe debuttato ancora un anno e mezzo dopo. Va notato che fra le giardinette, solo la Break venne immessa nel mercato: le altre tre versioni non debuttarono infatti nell'autunno del 1959, ma pochi mesi dopo. E così, ecco che nel gennaio del 1960 il listino si arricchì della versione Ambulance, mentre durante la primavera dello stesso anno debuttarono anche la Familiale e la Commerciale. Alla fine dell'estate, con una gamma davvero completa, la ID 19 poté realmente affrontare il mercato: l'unica assente a quel punto fu la ID 19 Normale, che venne cancellata dai listini proprio nel corso del 1960. Altri aggiornamenti di dettaglio agli allestimenti caratterizzarono il periodo compreso fra la seconda metà del 1960 e tutto il 1961. L'unica eccezione di rilievo fu il già citato lancio della ID Cabriolet, avvenuto nel luglio 1961. Vale la pena ancora citare l'arrivo di un nuovo servofreno ad alta pressione per la gamma ID, anche per la berlina, un servofreno differente da quello della DS. 

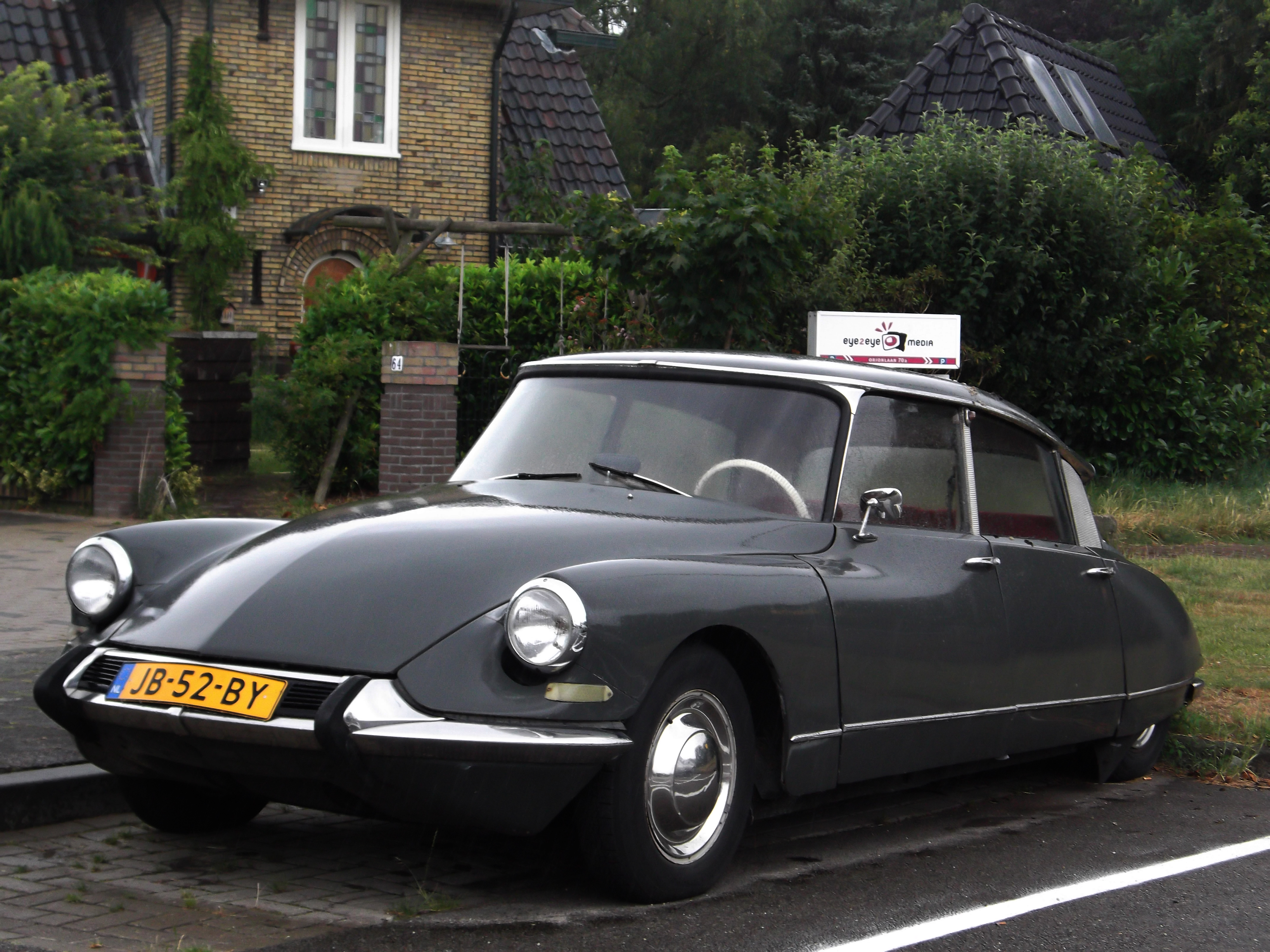
Una ID 19 dopo l'aggiornamento del 1962, si notino le piccole prese d'aria sotto ai proiettori

Nel maggio del 1962 vennero apportate alcune modifiche alla testata e all'alloggiamento delle candele. Nel mese di ottobre dello stesso anno, la ID subì alcuni ritocchi stilistici volti ad affinarne l'aerodinamica. E così, ecco che il paraurti anteriore andò a raccordarsi meglio con la carenatura inferiore, vennero ricavate nuove prese d'aria frontali sotto il paraurti, per il raffreddamento di freni e radiatore, più altre piccole prese d'aria sotto i fari anteriori per meglio convogliare l'aria all'interno dell'abitacolo. Inoltre i rostri anteriori furono ricoperti con un inserto in gomma, mentre posteriormente vennero montati due listelli in gomma sotto ai fari. L'aggiornamento tecnico più rilevante fu invece nella potenza massima, che crebbe da 66 a 70 CV. Grazie alle migliorie in termini di potenza e aerodinamica, la velocità massima crebbe da 135 a 145 km/h. Appena tre mesi dopo, ossia nel gennaio 1963, altre significative novità interessarono la gamma: la lista optional si arricchì infatti del servosterzo e del lunotto in vetro, anziché in plexiglas com'era stato fino a quel momento. Ma soprattutto, per consentire alle versioni giardinetta di spuntare prestazioni migliori, solo per tali versioni il motore venne portato ad 83 CV. Fu un caso unico in quegli anni: una giardinetta, modello tipicamente proposto con motorizzazioni sensibilmente inferiori, si ritrovò ad essere il top di gamma per quanto riguardava i motori. Ma in ogni caso, per alcuni mercati, questo motore venne previsto anche nelle berline. A novembre, arrivarono le tasche portaoggetti sui pannelli porta, mentre nel settembre del 1964 vi fu l'arrivo della ID 19 S, con motore da 75 CV e commercializzata solo per un anno. Questo aggiornamento fu l'occasione per ridisegnare anche la plancia, che divenne simile a quella della DS, ma con una palpebra integrale a tutta larghezza. Un anno dopo, nel settembre 1965, il motore della berlina subì un altro aggiornamento salendo ad 81 CV di potenza massima. Le giardinette, dal canto loro, divennero disponibili in due motorizzazioni, compiendo ulteriori passi in avanti sul fronte prestazionale rispetto alla berlina: questi motori erano il nuovo motore da 1985 cm³ a cinque supporti di banco derivato dalla DS 19 con potenza di 90 CV per la ID 19 e l'inedito motore da 2175 cm³ e da 109 CV per la nuova ID 21. In pratica, le versioni con carrozzeria giardinetta rimasero delle ID in tutto tranne che per i motori, ormai del tutto fedeli a quelli montati nelle corrispondenti DS. Contemporaneamente vi fu l'arrivo del liquido verde LHM per le sospensioni, mentre la ID Cabriolet, che ebbe poco successo, venne tolta dai listini. Nell'agosto del 1966 anche la ID 19 berlina ricevette lo stesso motore da 2 litri della giardinetta, ma depotenziato da 90 ad 84 CV.

#### Arrivano i fari carenati

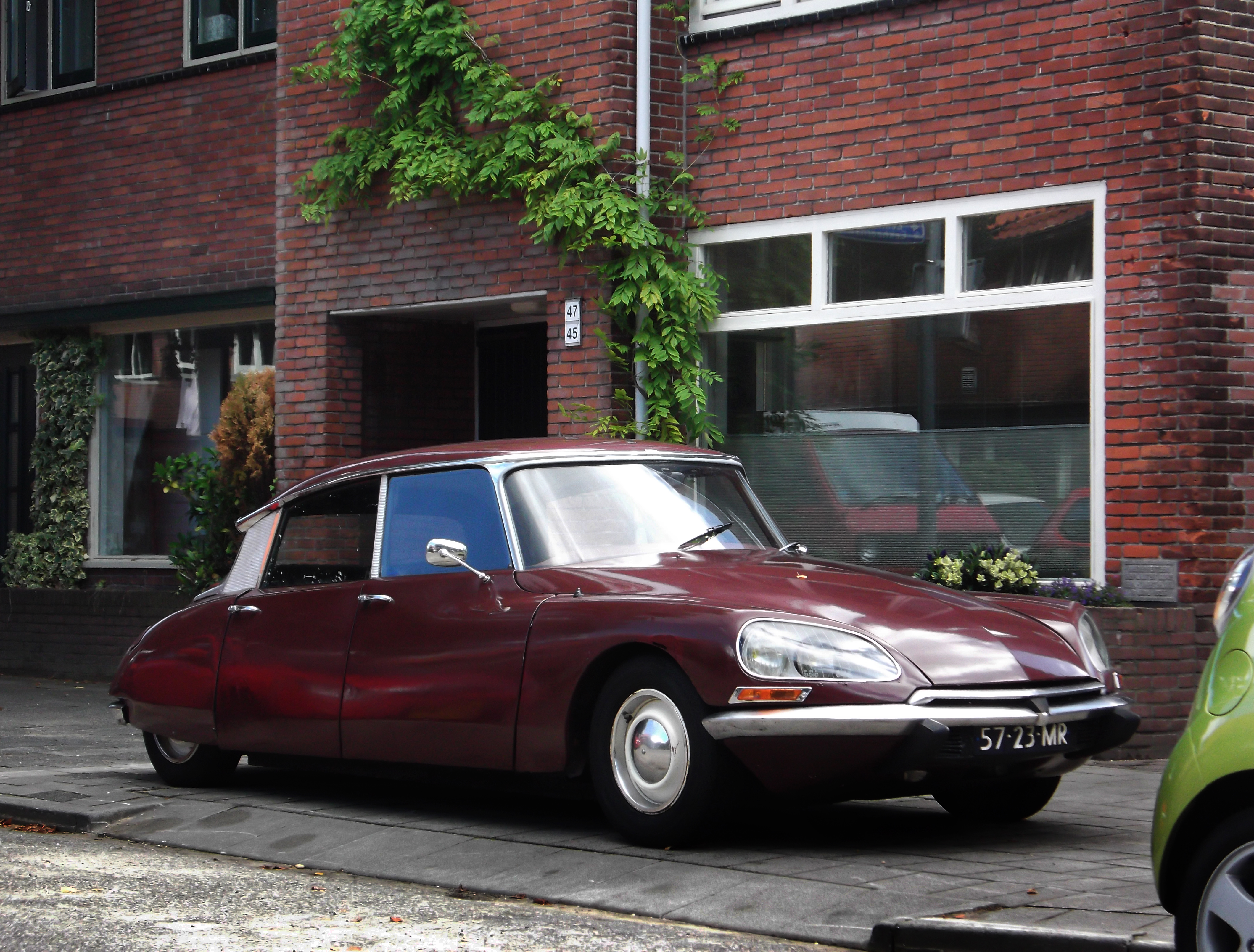
Una ID 20 con i nuovi fari carenati, introdotti a partire dal 1967

Nel settembre del 1967 vi fu l'aggiornamento più iconico in assoluto nella storia della ID (ma anche nella storia della DS): il frontale venne ridisegnato per ospitare i nuovi gruppi ottici sdoppiati e carenati, da molti soprannominati "ad occhio di gatto". L'unica differenza rispetto alla DS stava nel fatto che nella ID questi fari non erano orientabili con lo sterzo, giacché non vennero previsti neppure nelle versioni più economiche della DS. Furono comunque disponibili a richiesta, ma solo sulle ID dotate di servosterzo. L'aggiornamento procurò un aumento di 2 cm nella lunghezza del corpo vettura, anche per via di un nuovo ridisegnamento del paraurti, sprovvisto di rostri e più sottile ed incastrato nel frontale allo scopo di ridurre ulteriormente la resistenza aerodinamica. Dal febbraio 1968, per le versioni giardinetta divenne disponibile anche la trasmissione idraulica sulla falsariga della DS. Queste particolari attenzioni rivolte verso le giardinette furono tra i primi esempi di tentativo di promozione dell'immagine di una giardinetta, da non vedere più come un mero attrezzo da lavoro, bensì come una vettura polivalente e che fosse gradevole ad una fascia di clientela ben più ampia. Nel settembre del 1968 vi fu una ristrutturazione della gamma e dei motori: la ID 19 passò da 84 a 91 CV di potenza massima e venne proposta solo come berlina, mentre un nuovo modello, la ID 20, fu proposta con motore da 103 CV e con carrozzeria sia berlina che giardinetta. In quest'ultima configurazione di carrozzeria continuò ad essere proposta anche la ID 21, ma con motore portato da 109 a 115 CV. Vale la pena ricordare che durante tutti questi step evolutivi, i due allestimenti Luxe e Confort previsti fin dall'inizio vennero mantenuti, anche se via via aggiornati ed arricchiti nel corso degli anni.

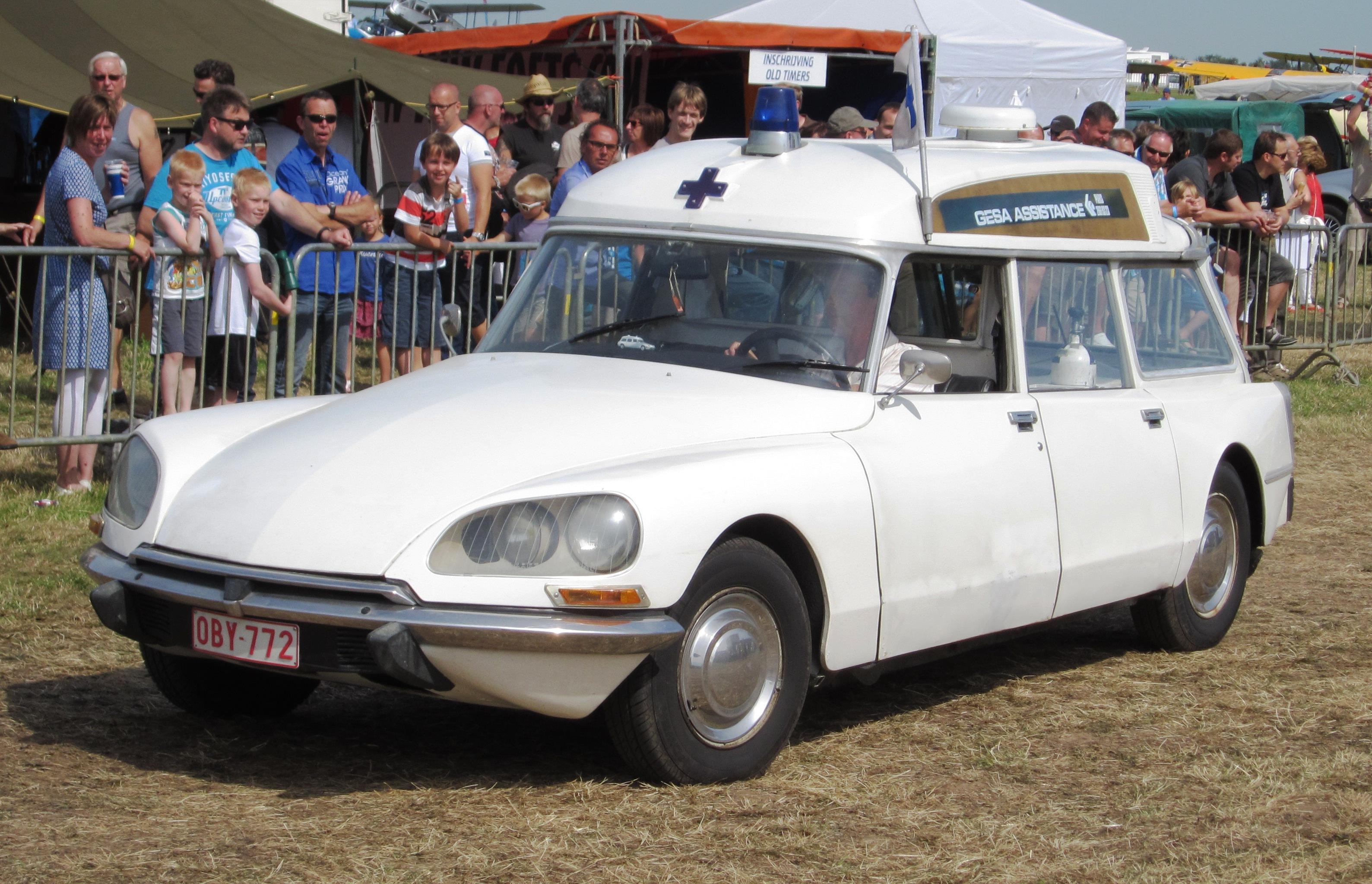
Una ID in versione ambulanza

Nell'agosto del 1969, le ID 19 e ID 20 con carrozzeria berlina vennero rispettivamente ribattezzate in D Spécial e D Super: meccanicamente non vi furono novità di sorta, mentre gli allestimenti divennero più ricchi, non più suddivisi in Luxe e Confort, ma unificati in un unico allestimento per ogni modello. La D Super era quella più ricca ed a quel punto arrivava a comprendere il pavimento in moquette, l'orologio, il cielo rivestito e le maniglie porta in plastica. Le versioni giardinetta vennero ribattezzate in Break 20 e Break 21, ma al contrario delle berline mantennero gli allestimenti Luxe e Confort. Vennero mantenute anche le altre configurazioni di carrozzeria Familiale, Commerciale e Ambulance (in quest'ultima variante, furono previste dalla Casa madre più di una configurazione). In pratica, con questo aggiornamento la sigla ID scomparve dalle denominazioni, anche se in particolare le versioni D Spécial e D Super verranno sempre considerate nell'ambito della gamma ID. Nell'agosto del 1970 sulla D Super divenne disponibile a richiesta il cambio manuale a 5 marce.
Durante quai tutto il 1971 vennero apportati numerosi aggiornamenti di dettaglio (servosterzo optional sulle berline, eliminazione della trasmissione idraulica sulle giardinette, clacson a tromba, abbaglianti allo iodio, ecc): fu solo alla fine dello stesso anno che la D Spécial beneficiò di un ulteriore aumento di potenza massima portandosi a 98 CV. La D Super e la Break 20 conobbero anch'esse un aumento di potenza passando da 103 a 108 CV. Per quanto riguarda gli allestimenti, rimase a listino solo l'allestimento Confort per le sole giardinette. Nel luglio del 1972 alle due berline già esistenti si aggiunse la D Super 5, spinta dallo stesso motore della Break 21, ossia il motore da 2,2 litri con potenza massima di 115 CV e con cambio manuale a 5 marce, da cui la cifra nella denominazione. Tre mesi dopo, la D Spécial ottenne il motore da 108 CV della D Super. A questo punto, la carriera della ID si avviò verso la fine: vi fu tempo solo per l'avvicendamento fra la uscente Break 21 e l'esordiente ma effimera Break 23, spinta dal motore della DS 23 a carburatore, ossia un'unità da 2347 cm³ in grado di erogare fino a 124 Cv di potenza massima. Le ultime berline uscirono dalle linee di montaggio nel gennaio del 1975, mentre le ultime giardinette vennero assemblate nel settembre dello stesso anno, anche se alcune di esse, allestite come ambulanze, vennero consegnate nel gennaio 1976.

### Tabella riepilogativa
Di seguito vengono riepilogate le caratteristiche relative alle varie versioni costituenti la gamma ID:
| Citroen ID (1957-75)                                                                             |        |                |                                                |                    |               |                    |                    |              |                    |                    |
| Modello                                                                                          | Motore | Cilindrata cm³ | Alimentazione                                  | Potenza CV SAE/rpm | Coppia Nm/rpm | Cambio/ N°rapporti | Massa a vuoto (kg) | Velocità max | Anni di produzione | Esemplari prodotti |
| Berline                                                                                          |        |                |                                                |                    |               |                    |                    |              |                    |                    |
| ID 19 Normale                                                                                    | ID19   | 1911           | Carburatore Solex 34 PBIC                      | 62/4000            | 124,5/2500    | Manuale 4 marce    | 1.095              | 130          | 1958-60            | 474.173            |
| ID 19 Luxe / Confort                                                                             | ID19   | 1911           | Carburatore Solex 34 FPBIC                     | 66/4500            | 132/2500      | Manuale 4 marce    | 1.130              | 135          | 09/1957-09/1962    | 474.173            |
| ID 19 Luxe / Confort                                                                             | DM     | 1911           | Carburatore Solex 34 PBIC                      | 70/4500            | 137/3000      | Manuale 4 marce    | 1.150              | 145          | 10/1962-08/1964    | 474.173            |
| ID 19 Luxe / Confort                                                                             | DE     | 1911           | Carburatore Solex 32SDID                       | 81/4750            | 140/3500      | Manuale 4 marce    | 1.210              | 158          | 09/1965-07/1966    | 474.173            |
| ID 19 Luxe / Confort                                                                             | DV     | 1985           | Carburatore Solex 34 PBIC                      | 84/4750            | 144/3000      | Manuale 4 marce    | 1.245              | 160          | 08/1966-08/1968    | 474.173            |
| ID 19 Luxe / Confort                                                                             | DV2    | 1985           | Carburatore Solex 34 PBIC                      | 91/5750            | 137/3000      | Manuale 4 marce    | 1.260              | 160          | 09/1968-07/1969    | 474.173            |
| ID 19 Super                                                                                      | DM     | 1911           | Carburatore Solex 34 PBIC                      | 75/4500            | 140/3000      | Manuale 4 marce    | 1.205              | 150          | 09/1964-08/1965    | 474.173            |
| ID 19 Super 1                                                                                    | DY     | 1985           | Carburatore Weber 28/36 DDEA                   | 90/5750            | 149/3500      | Manuale 4 marce    | 1.265              | 165          | 09/1967-09/1968 1  | 474.173            |
| ID 20                                                                                            | DY2    | 1985           | Carburatore Weber 28/36DLEA2 o Solex 28/36SFIF | 103/6000           | 146/4000      | Manuale 4 marce    | 1.265              | 167          | 09/1968-07/1969    | 474.173            |
| D Spécial                                                                                        | DV2    | 1985           | Carburatore Solex 34 PBIC                      | 91/5750            | 137/3000      | Manuale 4 marce    | 1.260              | 160          | 08/1969-11/1971    | 171.602            |
| D Spécial                                                                                        | DV3    | 1985           | Carburatore Solex 34 PBIC3                     | 98/5750            | 147/3000      | Manuale 4 marce    | 1.260              | 165          | 12/1971-09/1972    | 171.602            |
| D Spécial                                                                                        | DY3    | 1985           | Carburatore Weber 28/36 DLEA2                  | 108/5750           | 152/4000      | Manuale 4 marce    | 1.280              | 169          | 10/1972-01/1975    | 171.602            |
| D Super                                                                                          | DY2    | 1985           | Carburatore Weber 28/36 DLEA2                  | 103/6000           | 146/4000      | Manuale 4 marce    | 1.265              | 167          | 08/1969-11/1971    | 69.834             |
| D Super                                                                                          | DY3    | 1985           | Carburatore Weber 28/36 DLEA2                  | 108/5750           | 152/4000      | Manuale 4 marce    | 1.280              | 169          | 12/1971-01/1975    | 69.834             |
| D Super 5                                                                                        | DX2    | 2175           | Carburatore Weber 28/36 DLEA1                  | 115/5750           | 171/4000      | Manuale 5 marce    | 1.310              | 175          | 07/1972-01/1975    | 32.905             |
| Giardinette                                                                                      |        |                |                                                |                    |               |                    |                    |              |                    |                    |
| ID 19 Break, Familiale, Commerciale e Ambulance                                                  | DM     | 1911           | Carburatore Solex 34 FPBIC                     | 66/4500            | 132/2500      | Manuale 4 marce    | 1.300              | 130          | 09/1959-02/1963    | 51.113             |
| ID 19 Break, Familiale, Commerciale e Ambulance                                                  | DS     | 1911           | Carburatore Weber 24/32 DDC                    | 83/4500            | 142/3000      | Manuale 4 marce    | 1.320              | 145          | 02/1963-08/1965    | 51.113             |
| ID 19 Break, Familiale, Commerciale e Ambulance                                                  | DY     | 1985           | Carburatore Weber 24/32 DDC                    | 90/5250            | 149/3500      | Manuale 4 marce    | 1.340              | 155          | 09/1965-08/1968    | 51.113             |
| ID 20 Break, Familiale, Commerciale e Ambulance                                                  | DY2    | 1985           | Carburatore Weber 28/36DLEA2 o Solex 28/36SFIF | 103/6000           | 146/4000      | Manuale 4 marce    | 1.380              | 160          | 09/1968-07/1969    | 51.113             |
| Break 20 2                                                                                       | DY2    | 1985           | Carburatore Weber 28/36DLEA2 o Solex 28/36SFIF | 103/6000           | 146/4000      | Manuale 4 marce    | 1.380              | 160          | 08/1969-11/1971    | 20.139             |
| Break 20 2                                                                                       | DY3    | 1985           | Carburatore Weber 28/36 DLEA2                  | 108/5750           | 152/4000      | Manuale 4 marce    | 1.400              | 158          | 12/1971-09/1975    | 20.139             |
| ID 21 Break, Familiale, Commerciale e Ambulance                                                  | DX     | 2175           | Carburatore Weber 28/36DDE                     | 109/5500           | 174/3000      | Manuale 4 marce    | 1.350              | 162          | 09/1965-08/1968    | 11.051             |
| Break 21 2                                                                                       | DX2    | 2175           | Carburatore Weber 28/36 DLEA1                  | 115/5750           | 171/4000      | Manuale 4 marce    | 1.400              | 169          | 09/1968-08/1972    | 6.006              |
| Break 23                                                                                         | DX4    | 2347           | Carburatore 28/36 DM2                          | 124/5750           | 187/3500      | Manuale 5 marce    | 1.435              | 171          | 09/1972-09/1975    | 5.606              |
| Cabriolet                                                                                        |        |                |                                                |                    |               |                    |                    |              |                    |                    |
| ID 19 Cabriolet                                                                                  | DM     | 1911           | Carburatore Solex 34 FPBIC                     | 66/4500            | 132/2500      | Manuale 4 marce    | 1.235              | 150          | 07/1961-04/1962    | 112                |
| ID 19 Cabriolet                                                                                  | DA     | 1911           | Carburatore Weber 24/32DDC                     | 83/4500            | 141/3500      | Manuale 4 marce    | 1.265              | 160          | 05/1962-08/1965    | 112                |
| Note: 1 Solo per il mercato italiano 2 Disponibile anche come Familiale, Commerciale o Ambulance |        |                |                                                |                    |               |                    |                    |              |                    |                    |

### Attività sportiva
Pur non avendo qualità propriamente adatte ad una competizione, la ID riuscì a ritagliarsi anche un piccolo angolo di gloria in ambito sportivo, stabilendo anche un piccolo primato personale: la Citroën ID fu infatti la prima vettura del marchio francese ad aggiudicarsi un rally internazionale. Condotta dall'equipaggio privato Coltelloni/Alexandre, una ID 19 partita col numero di gara 176 arrivò infatti per prima al traguardo del Rally di Monte Carlo del 1959. Di seguito vengono riassunte le vittorie ottenute dall ID 19 nel corso degli anni:
| |                 |       |  |  |  |  |  |  |  |  |  |  |  |  |
| Manifestazione sportiva | Pilota          | Anno  |  |  |  |  |  |  |  |  |  |  |  |  |
| Rally di Monte Carlo | Paul Coltelloni | 1959  |  |  |  |  |  |  |  |  |  |  |  |  |
| Tulip Rally | René Trautmann  | 1960  |  |  |  |  |  |  |  |  |  |  |  |  |
| Tour del Belgio | René Trautmann  | 1960  |  |  |  |  |  |  |  |  |  |  |  |  |
| Criterium de Cervennes | René Trautmann  | 1960  |  |  |  |  |  |  |  |  |  |  |  |  |
| Criterium de Cervennes | Claudine Vanson | 19601 |  |  |  |  |  |  |  |  |  |  |  |  |
| Coupé de Dames | Claudine Vanson | 1961  |  |  |  |  |  |  |  |  |  |  |  |  |
| Championne de France | Claudine Vanson | 1961  |  |  |  |  |  |  |  |  |  |  |  |  |
| European Rally Trophy | René Trautmann  | 1961  |  |  |  |  |  |  |  |  |  |  |  |  |
| Rally dell'Acropoli | Robert Neyret2  | 1961  |  |  |  |  |  |  |  |  |  |  |  |  |
| Note: 1La manifestazione era la medesima di quella indicata nella riga precedente, ma l'equipaggio Vanson/Derolland era un equipaggio femminile e vinse un premio speciale riservato a tale categoria 2Primo nella sua classe |                 |       |  |  |  |  |  |  |  |  |  |  |  |  |